# Sozerko Malsagow
Sozerko Artaganowicz Malsagow, ros. Созерко Артаганович Мальсагов (ur. 15 lub 17 czerwca 1895 we wsi Ałtijewo w rejonie Nazrania w Imperium Rosyjskim, zm. 25 marca 1976 w Wielkiej Brytanii) – rosyjski wojskowy, oficer kontraktowy WP, emigracyjny pisarz, publicysta i działacz antykomunistyczny.
Był z pochodzenia Inguszem. Ukończył michajłowski korpus kadetów w Woroneżu, zaś we wrześniu 1912 r. aleksandrowską szkołę wojskową w Moskwie. Służył jako młodszy oficer w 29 syberyjskim pułku strzeleckim. Brał udział w I wojnie światowej jako oficer inguskiego pułku kawalerii. Był odznaczony Orderem Św. Stanisława 3 klasy. Po rewolucji październikowej 1917 r., powrócił do Inguszetii, gdzie wstąpił do wojsk białych. Dowodził szwadronem III brygady tzw. dzikiej dywizji kawalerii, a następnie 1 inguskim pułkiem kawalerii. Uczestniczył w 1919 r. w ciężkich walkach pod Carycynem. W 1920 r. wraz z częścią żołnierzy swojej brygady przemaszerował do Gruzji, gdzie współtworzył pułk kawalerii. Po zajęciu Gruzji przez wojska bolszewickie na początku 1921 r., prowadził działania partyzanckie. W kwietniu 1923 r., po ogłoszeniu przez bolszewików amnestii dla białogwardzistów, ujawnił się przed Czeka w Batumi. Został jednak aresztowany, po czym po brutalnym śledztwie skazany w styczniu 1924 r. na osadzenie w łagrze na Sołowkach. W maju 1925 r. wraz z kilkoma innymi więźniami (w tym Polakiem Edwardem Malbrockim) udało mu się zbiec, rozbrajając strażników. Pod koniec czerwca tego roku, po długim marszu, przedostał się do Finlandii. Następnie zamieszkał w Wielkiej Brytanii. Pod koniec 1925 r. napisał artykuł "Соловки. Остров пыток и смерти (Записки бежавшего с Соловков офицера С.А. Мальсагова)", opublikowany w emigracyjnym piśmie rosyjskim "Siegodnia", wydawanym w Rydze. W 1926 r. wydał książkę pt. "Адский остров. Советская тюрьма на Дальнем Севере", w której po raz pierwszy został opisany katorżniczy los więźniów Sołowek. W tym samym roku przeniósł się do Polski, gdzie w sierpniu 1927 r. wstąpił do wojska jako oficer kontraktowy. Został w stopniu rotmistrza dowódcą szwadronu w jednym z pułków kawalerii. Uczestniczył w wojnie obronnej 1939 r. na Pomorzu. Dostał się do niewoli niemieckiej, po czym został osadzony w obozie jenieckim w Bawarii. W 1944 r. udało mu się zbiec z niewoli. Dotarł do okupowanej Francji, gdzie wstąpił do ruchu oporu. Po zakończeniu wojny ukrywał się przed sowieckimi służbami specjalnymi w różnych krajach. W 1946 r. przyjechał do Wielkiej Brytanii, gdzie podjął pracę w islamskim centrum kulturowym. Został członkiem Międzynarodowego Komitetu ds. Śledzenia Procesu Przeciw Polityce Ludobójstwa, Prowadzonej Przez Komunistyczną Władzę z siedzibą w Monachium. Zbierał świadectwa ludobójczej polityki ZSRR w stosunku do narodów Kaukazu, które były następnie publikowane.
28 sierpnia 1990 r. został pośmiertnie zrehabilitowany przez władze rosyjskie.